# جامعة النصر
جامعة النصر هي جامعة خاصة سودانية تقع في مدينة أم درمان منطقة الهجرة بود نوباوي، بدات كمدرسة أساسية عام 1956 ومن بعدها أصبحت مدرسة النصر الثانوية، في العام 1990 نالت المدرسة التصديق النهائي من وزاره التعليم العالي لتصبح كلية النصر التقنية لتعمل في مجال التعليم العالي.
في عام 2022 صدر قرار وزارة التعليم العالي والبحث العلمي بترفيع كلية النصر التقنية إلى جامعة ليتغير اسمها إلى "جامعة النصر".

## الكليات
تضم الكلية العديد من الاقسام داخلها مثلا
- الهندسة المعمارية
- الهندسة المدنية
- الهندسة الكهربائية

1. تحكم
2. اتصالات

- تقنية المعلومات
- الدراسات التجارية

1. المحاسبة المالية
2. إدارة الأعمال
3. البنوك والمصارف

- بكالريوس الدراسات التربوية والتقنية
- بكالوريوس الإعلام و العلاقات العامة و علوم إتصال

ويتم قبول الطلاب عن طريق مكتب القبول أو التسجيل المباشر في داخل الكلية 